# Stabat Mater (arte)

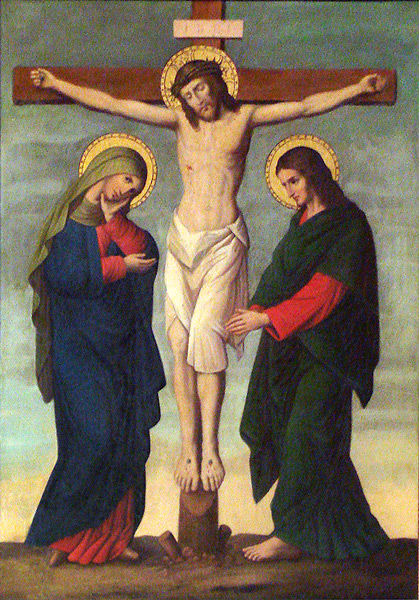
Stabat Mater, XIX secolo, Porto Alegre, Brasile

Stabat Mater (dal latino, letteralmente "stava la madre") è una rappresentazione della Vergine Maria nell'ambito dell'Iconografia della Crocifissione di Gesù dove la Madonna è rappresentata quasi sempre ai piedi della croce, al fiaco del corpo di suo figlio Gesù sulla croce, accompagnata da san Giovanni Apostolo. Questa visione contrasta con lo spasimo della Vergine, dove la Madonna viene rappresentata nell'atto di svenire. Lo Stabat Mater in arte si può vedere solo a partire dal periodo tardomedievale.
Lo Stabat Mater è una delle tre comuni rappresentazioni artistiche dei dolori della Vergine Maria, assieme alla Mater Dolorosa ed alla Pietà. Nello Stabat Mater la Vergine Maria è rappresentata come attore e spettatore nella scena, un emblema mistico di fede nel Salvatore crocifisso, una figura ideale della Madre di Cristo e della Chiesa personificata. Le rappresentazioni generalmente riflettono le prime tre righe della preghiera dello Stabat Mater:
"Addolorata, in pianto,
la Madre sta presso la Croce,
da cui pende il Figlio".

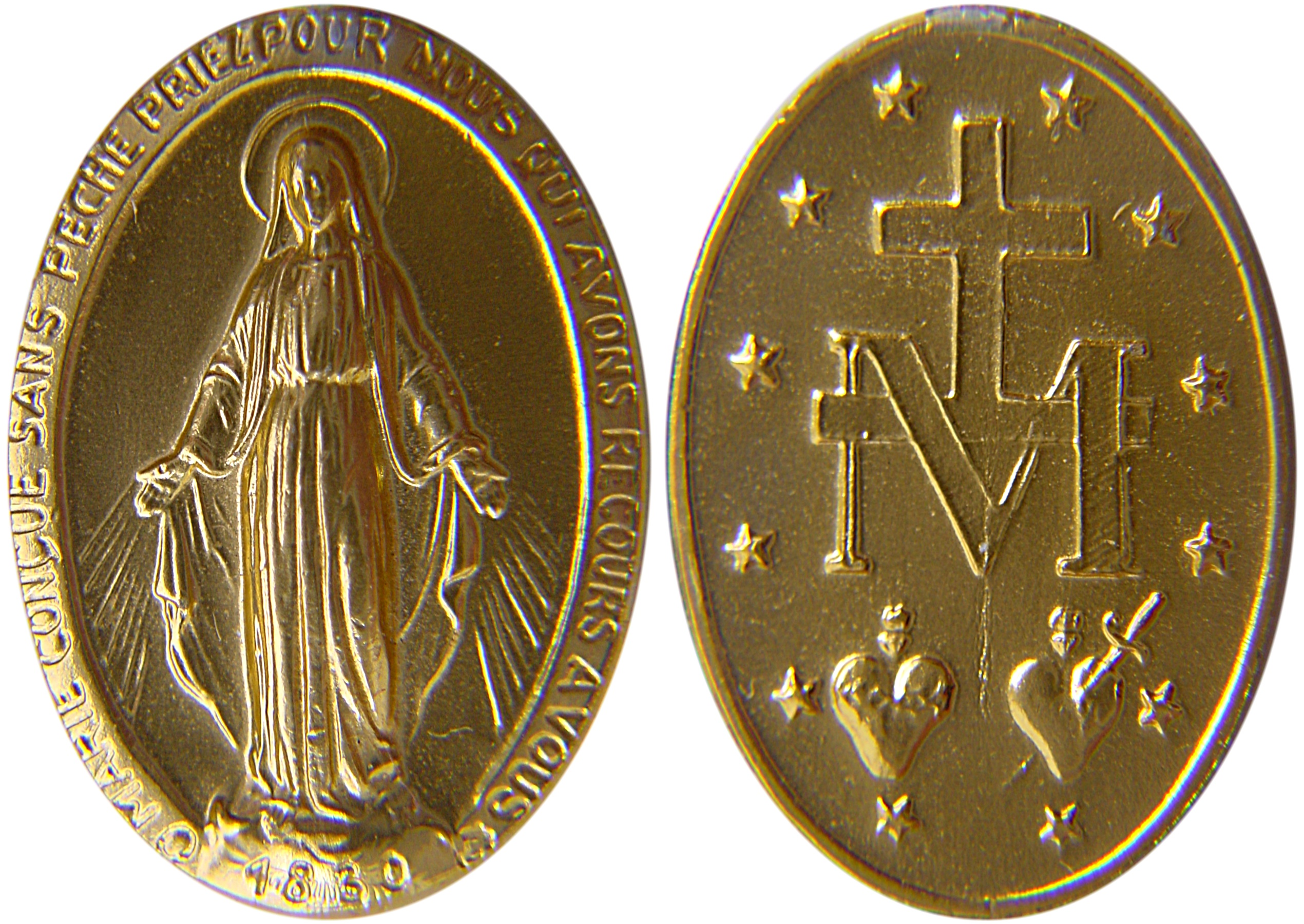
La Medaglia Miracolosa

Il concetto è presente anche in altri disegni come ad esempio quello della Medaglia Miracolosa e più generalmente nella croce mariana. La Medaglia Miracolosa, disegnata sulla base delle rivelazione di santa Catherine Labouré nel XIX secolo, include una lettera "M" a rappresentare la Vergine Maria presso la croce.
La croce mariana fu anche il componente essenziale dello stemma di papa Giovanni Paolo II, commentato dal giornale vaticano L'Osservatore Romano nel 1978 in questo modo: "la grande lettera maiuscola M richiama la presenza della Madonna sotto la croce e la Sua partecipazione eccezionale alla Redenzione."

## Galleria d'immagini

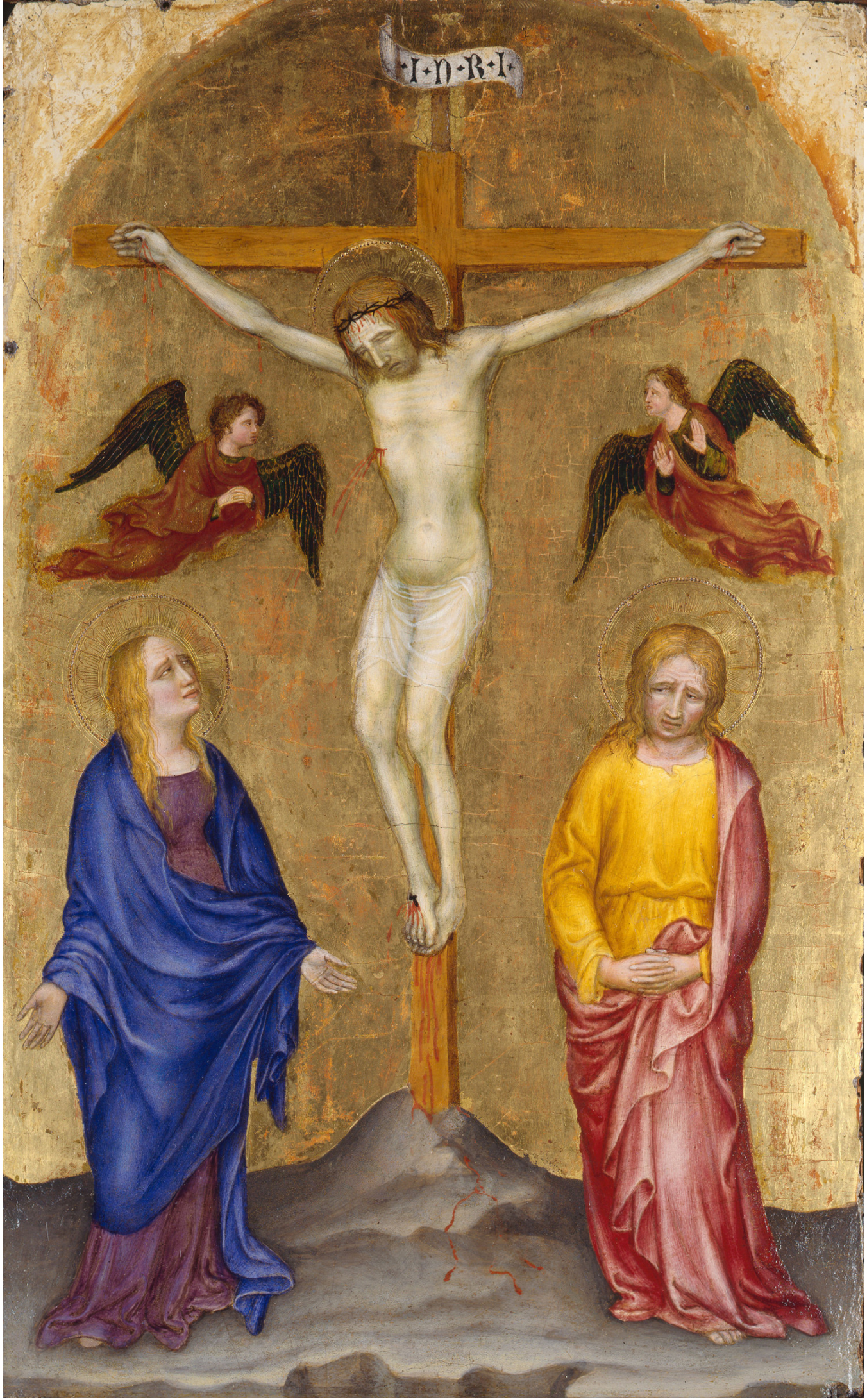
Gentile da Fabriano, c. 1400–1410
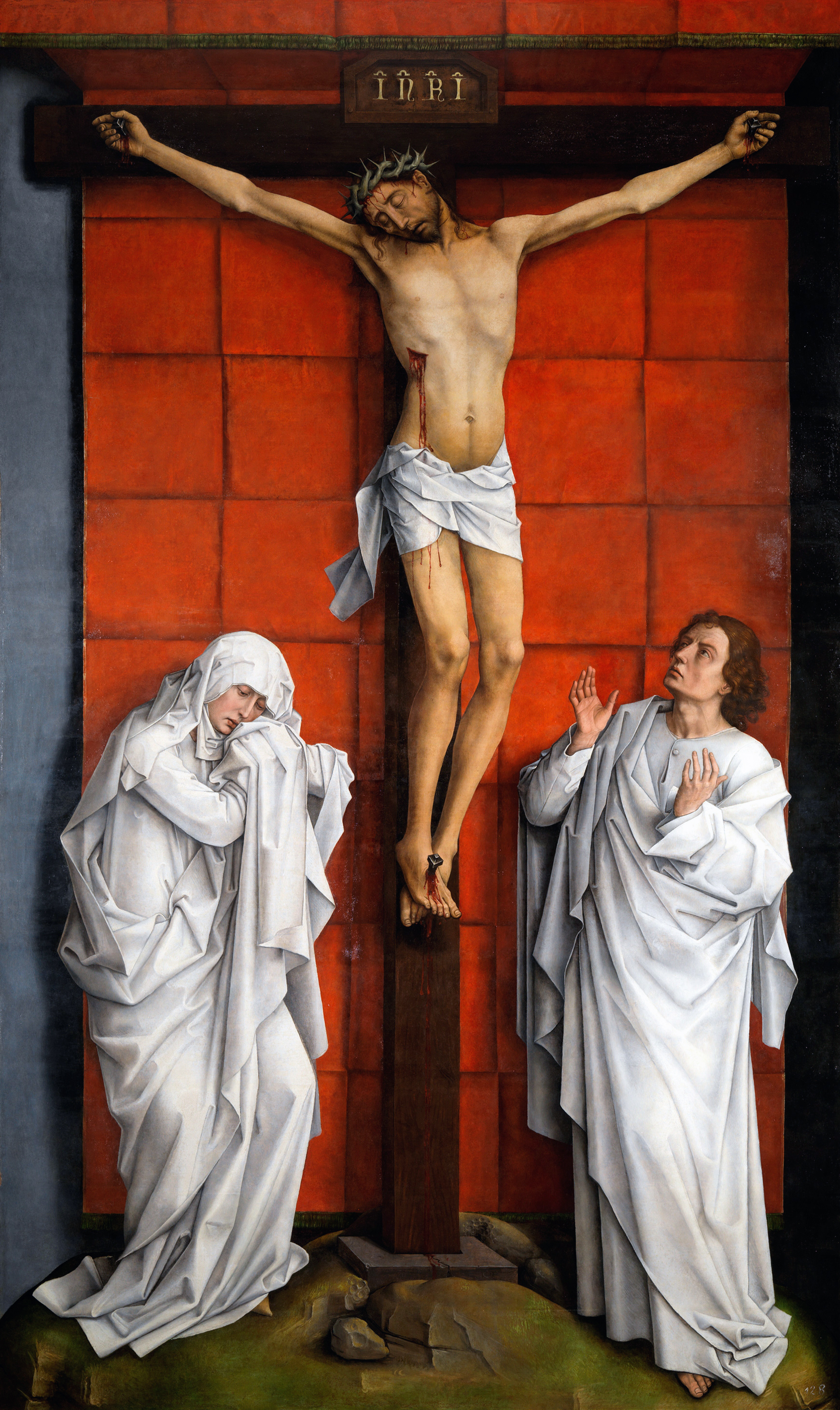
Rogier van der Weyden, c. 1460
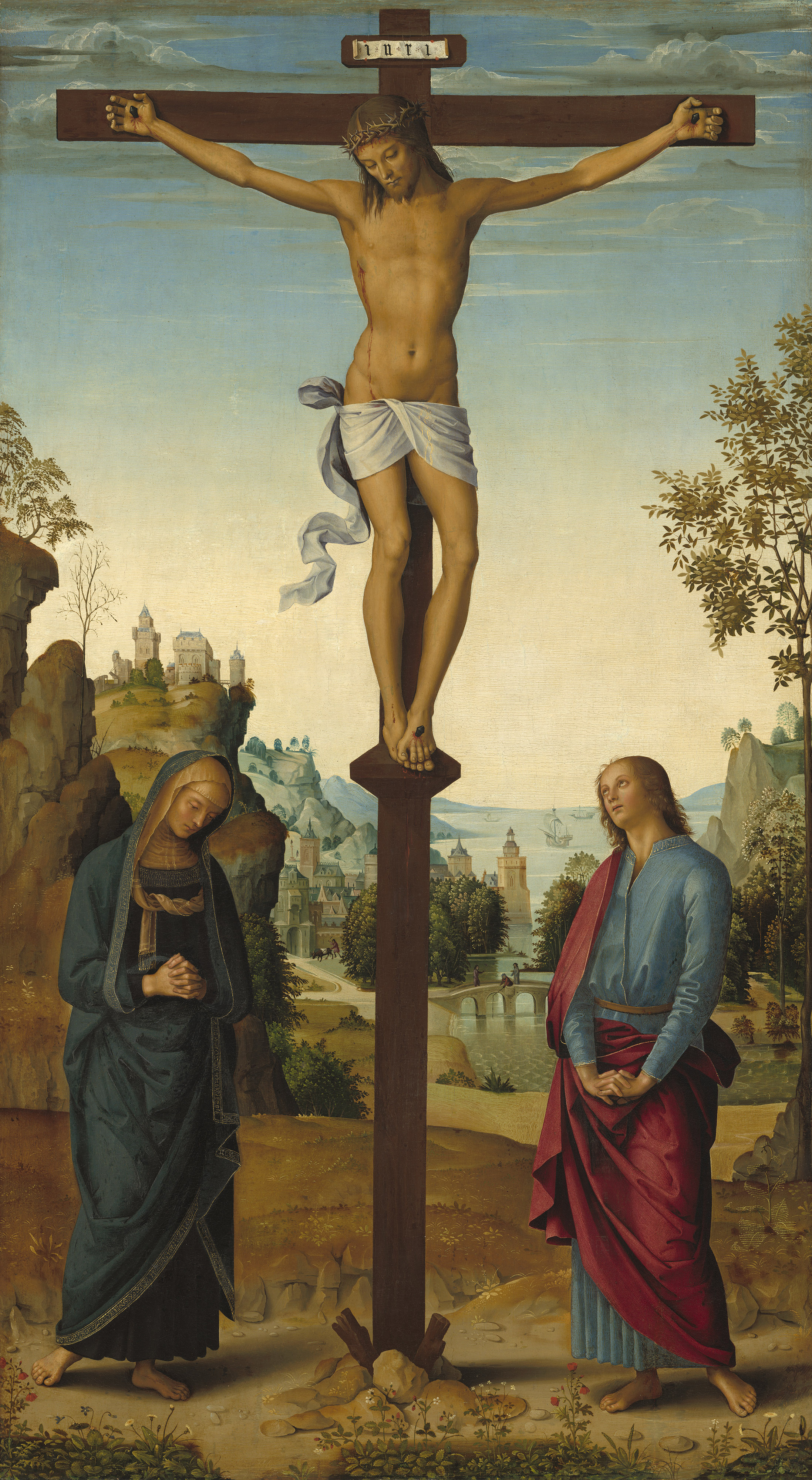
Pietro Perugino, c. 1482
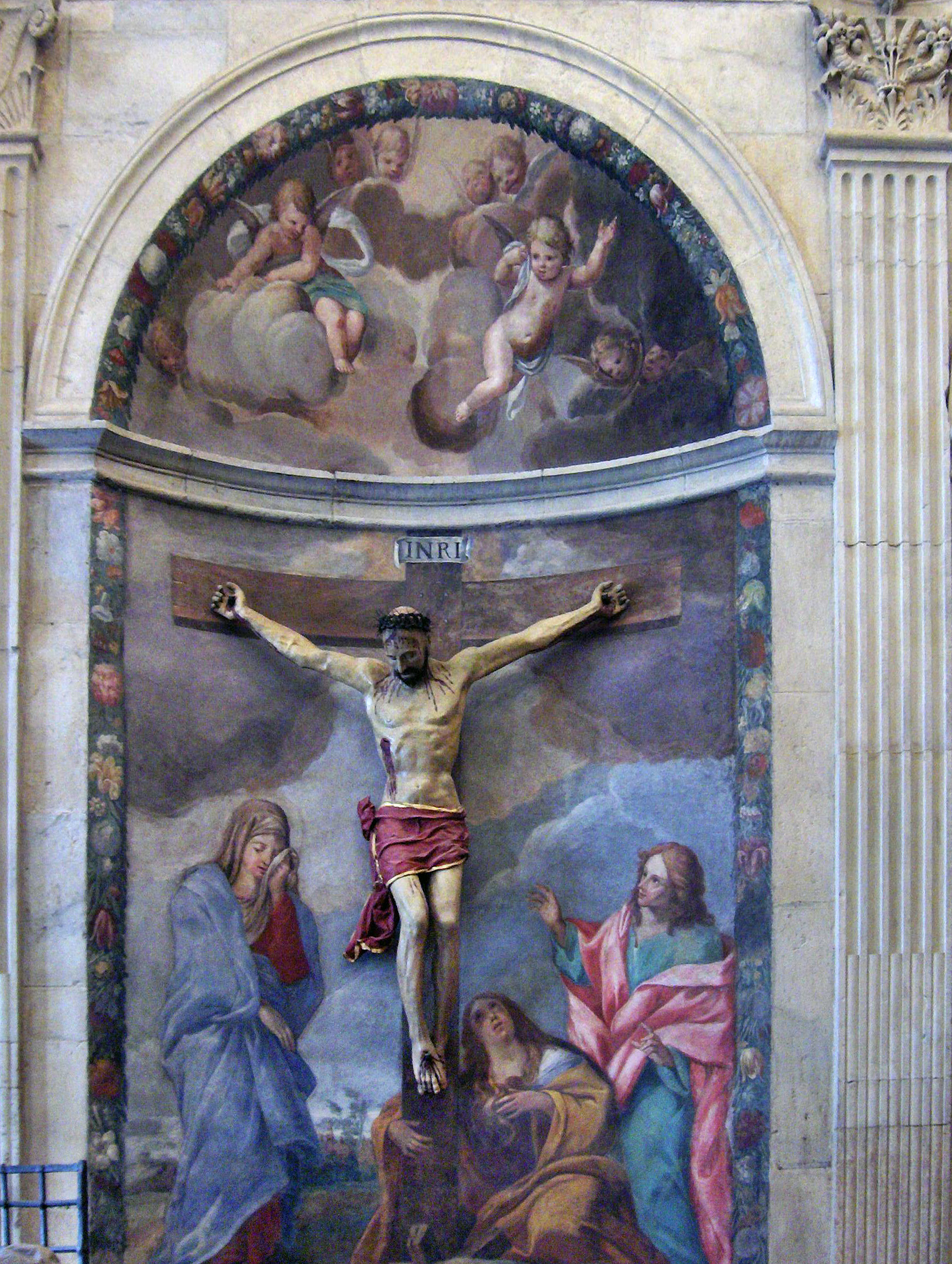
Noël Quillerier, Oratorio della Nunziatella, Foligno, 1625–1626
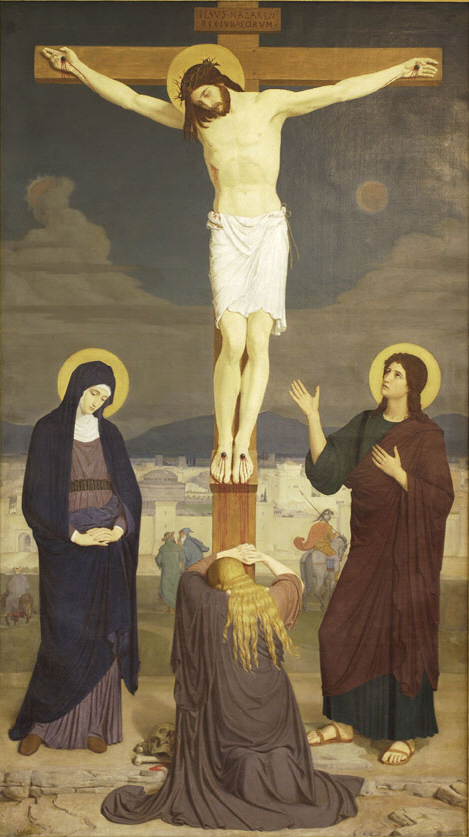
Gabriel Wuger, 1868
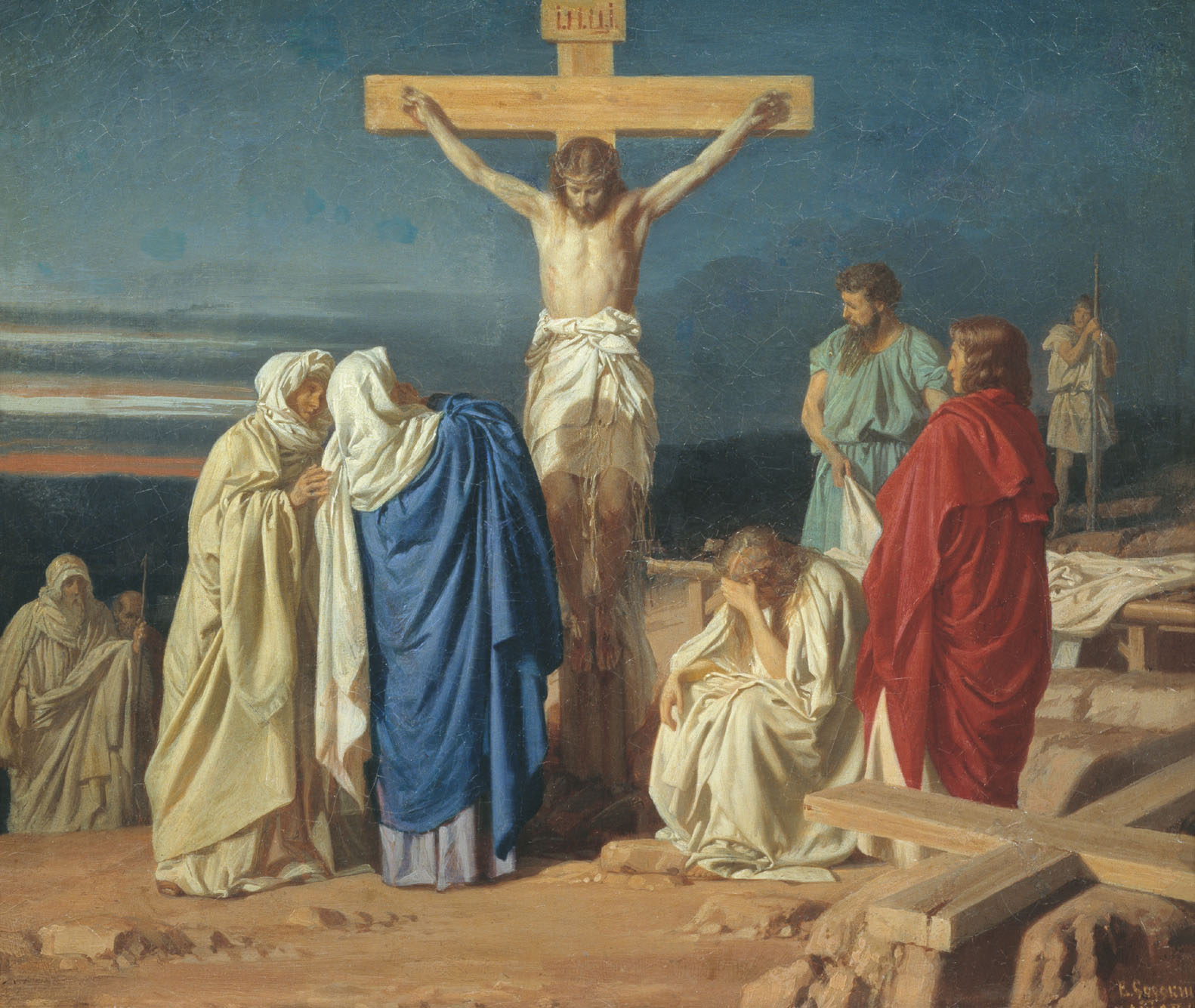
Evgraf Semenovich Sorokin, 1873